# DFB-Verdienstnadel
Die DFB-Verdienstnadel ist eine Auszeichnung des Deutschen Fußball-Bundes.

## Vergabekriterien
Die Vergabekriterien sind in § 4 der Ehrungsordnung des DFB geregelt. Mit der DFB-Verdienstnadel können Personen ausgezeichnet werden, welche sich Verdienste um den Fußballsport erworben haben, aber kein Amt beim DFB bekleiden. Des Weiteren müssen sie bereits eine Ehrung oder Auszeichnung durch ihren Mitgliedsverband erhalten haben, wobei auch Ausnahmen zulässig sind.

## Bekannte Träger
Siehe: Träger der DFB-Verdienstnadel